# Demetra (nome)
Demetra  è un nome proprio di persona italiano femminile.

## Varianti
- Bulgaro: Деметра (Demetra)
- Catalano: Demèter[3]
- Croato: Demetra
- Francese: Déméter
- Greco antico: Δημήτηρ (Dēmḗtēr)[2][4]
- Greco moderno: Δήμητρα (Dīmītra)[2]
  - Ipocoristici: Δημη (Dīmī)[2]
- Inglese: Demeter
- Portoghese: Deméter
- Rumeno: Demetra[2]
- Russo: Деметра (Demetra)
- Serbo: Деметра (Demetra)
- Spagnolo: Deméter[3]
- Ungherese: Démétér

## Origine e diffusione

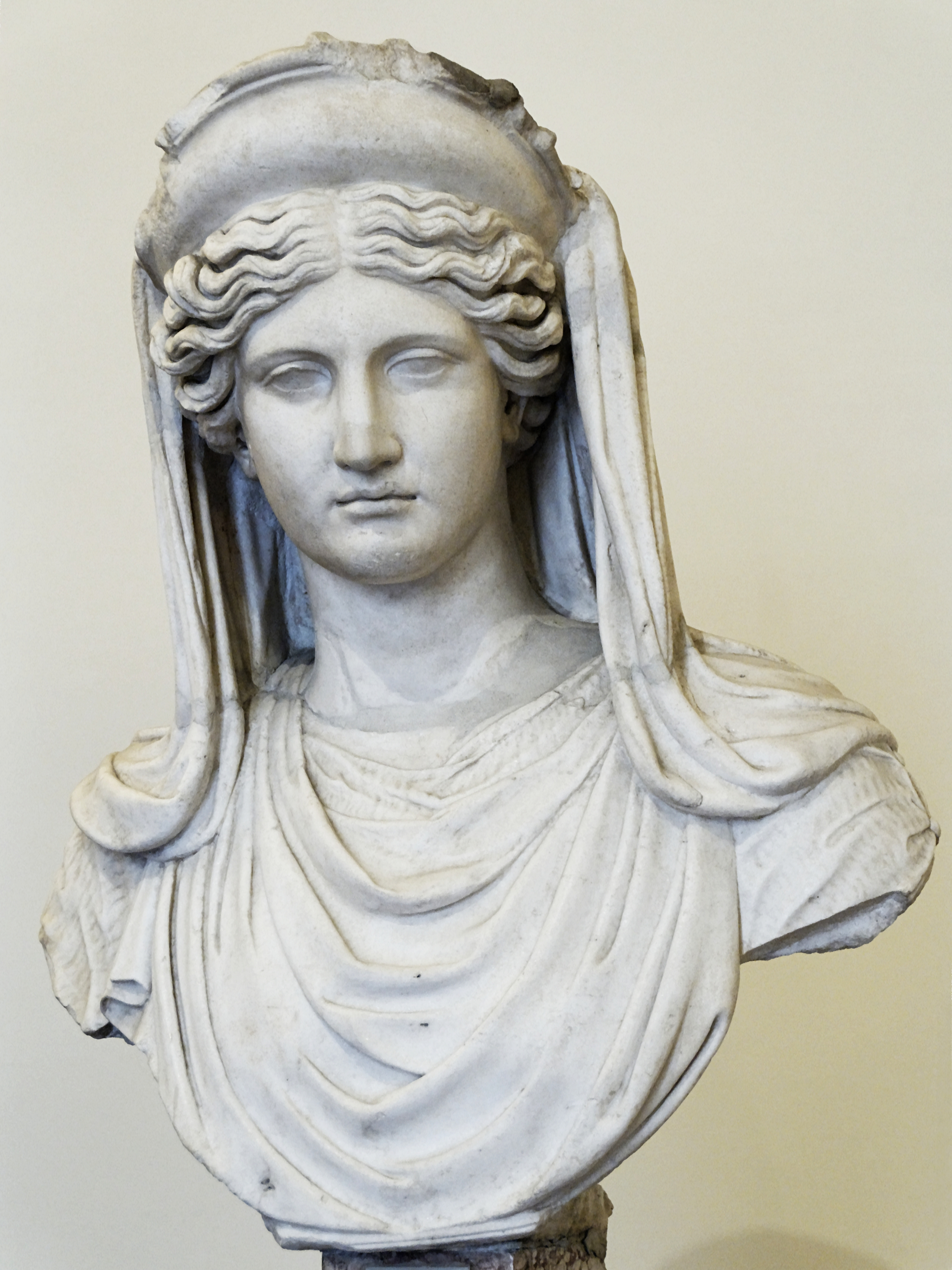
Busto di Demetra esposto al museo nazionale romano di palazzo Altemps

Nome di tradizione classica, è portato nella mitologia greca da Demetra, dea dell'agricoltura e della fertilità, sorella di Zeus e madre di Persefone.
Etimologicamente, risale al greco antico Δημήτηρ (Dēmḗtēr), composto da un primo elemento identificabile con δη (de) o con δα (da), le forme rispettivamente attica e dorica di γῆ (ge), "terra", combinato con un secondo elemento μήτηρ (meter, "madre", presente anche in Metrodoro e Metrofane). Alcuni studiosi hanno però messo in dubbio la correttezza dell'identificazione del primo elemento, che potrebbe invece essere correlato alla stessa radice protoindoeuropea da cui derivano i nomi "Dio" e "Zeus". Il significato può quindi essere interpretato come "madre terra", "madre del grano" o anche "madre di dio".
Il nome Demetrio deriva, in forma teoforica, da Demetra.

## Onomastico
Il nome è adespota, cioè non esiste alcuna santa che lo porti, quindi l'onomastico ricorre il 1º novembre, festa di Tutti i Santi.

## Persone
- Demetra Hampton, attrice e modella statunitense

### Variante Dīmītra
- Dīmītra Arapoglou, politica greca
- Dīmītra Asilian, pallanuotista greca
- Dīmītra Kalentzou, cestista greca
- Dīmītra Theodosiou, soprano greco

## Il nome nelle arti
- Demetra è un personaggio della serie Pokémon.